# 奧比謝
51°16′7″N 27°47′39″E / 51.26861°N 27.79417°E
奧比謝（烏克蘭語：Обище），是烏克蘭北部的村莊，隸屬日托米爾州的科羅斯滕區。該村面積0.58平方公里，海拔高度182米，2001年人口309，人口密度每平方公里532.76人。